# Tepe Nush-i Jan
Tepe Nush-i Jan ókori erődjének romjai Irán nyugati részén, a mai Hamadán melletti ókori Ekbatana városától  délkeletre találhatók. A hely a feltevések szerint  egykor zoroasztriánus központ lehetett.

## Leírása
Davis Stronach régész 1967-77 között végzett itt régészeti kutatásokat, melyekből következtetve az erődben székelő méd vezető asszír védelem alatt állhatott és székhelyét a védelem megszűnése után már nem tudta fenntartani, lakói a helyet kb. Kr.e. 670 körül elhagyták.
Tepe Nush-i Jan lakói azonban mielőtt erődjüket elhagyták, az épületeket agyagpalával töltötték fel,  valószínűleg azért, hogy az épületeket megőrizhessék egy sikeres, későbbi visszatérés reményében.
Az elhagyott épületek később időnként a régión átutazó pásztorok használták, akik ismeretlen okokból hosszú alagutat ástak az egykori oszlopos csarnok alatt.

## Régészeti feltárások
A Tepe Nush-e Jan-ban egy erőd és egy sok oszlopos csarnokkal ellátott palota, valamint egy épületet maradványai kerültek napvilágra, melynek pusztulását egy nyolcadik századi tűzvész nyomaként értelmezik. A templom, a palota és az erőd falai csaknem nyolc méter magasak, és egy körülbelül harmincnégy méterrel a termékeny síkság fölé emelkedő természetes dombon helyezkednek el. A terület nyugati részén valószínűleg egy tűztemplom állt, valamint napvilágra kerültek egy oszlopos terem, és egy másik, úgynevezett központi templom, egyéb helyiségek, raktárak, egy alagút, melynek rendeltetése nem tisztázott és egy sáncrészlet maradványai is.